# Sjöfartsmuseet i Kiel

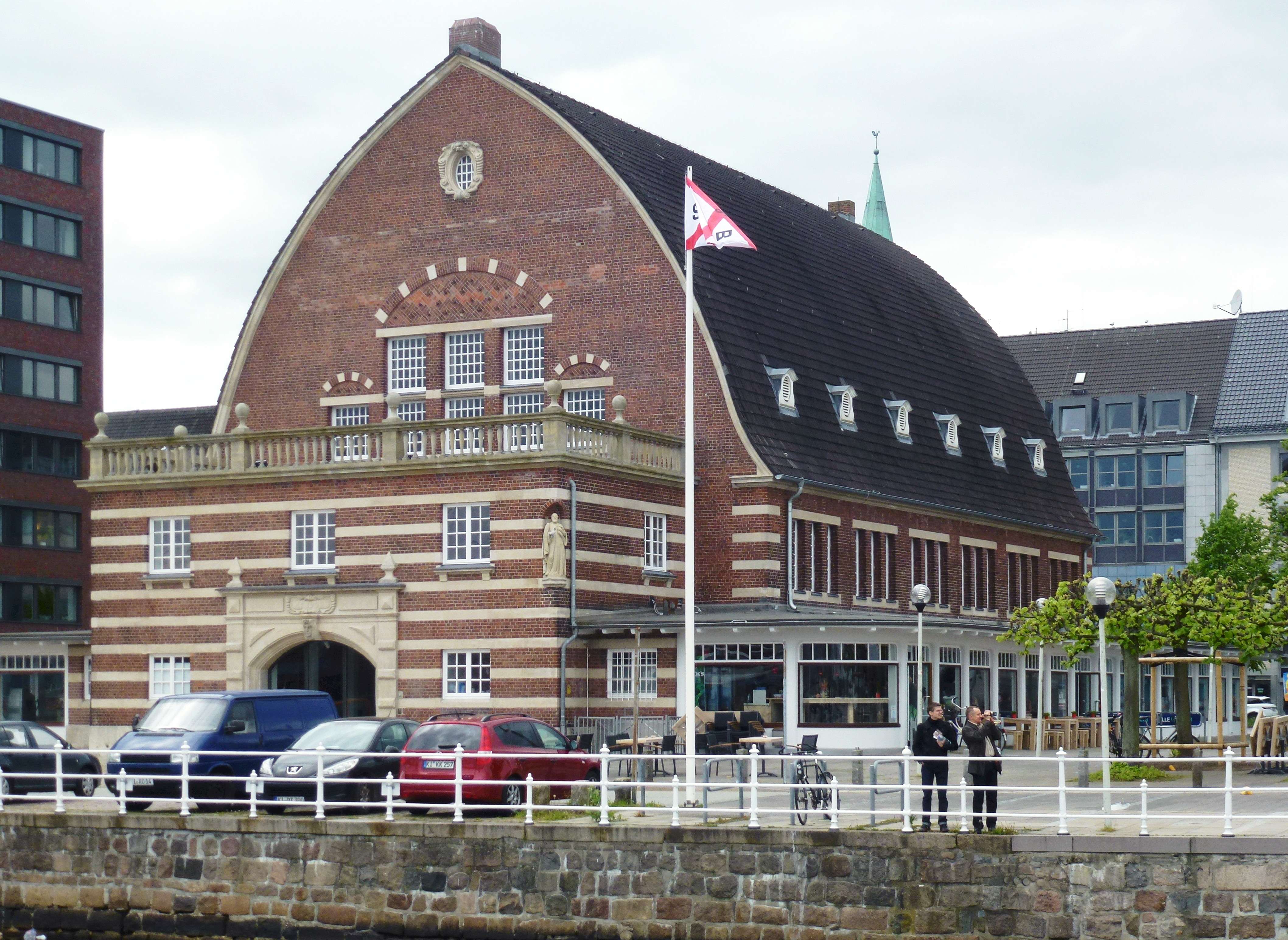
Sjöfartsmuseet i Kiel, 2014.

Sjöfartsmuseet i Kiel (tyska: Schifffahrtsmuseum Kiel) är ett museum beläget vid Kielfjorden med adress Wall 65 i Kiel, Tyskland. Museet med intilliggande museihamn öppnade 1978 och visar historien om den maritima staden Kiel och dess sjöfartsförbindelser till hela världen.

## Historik

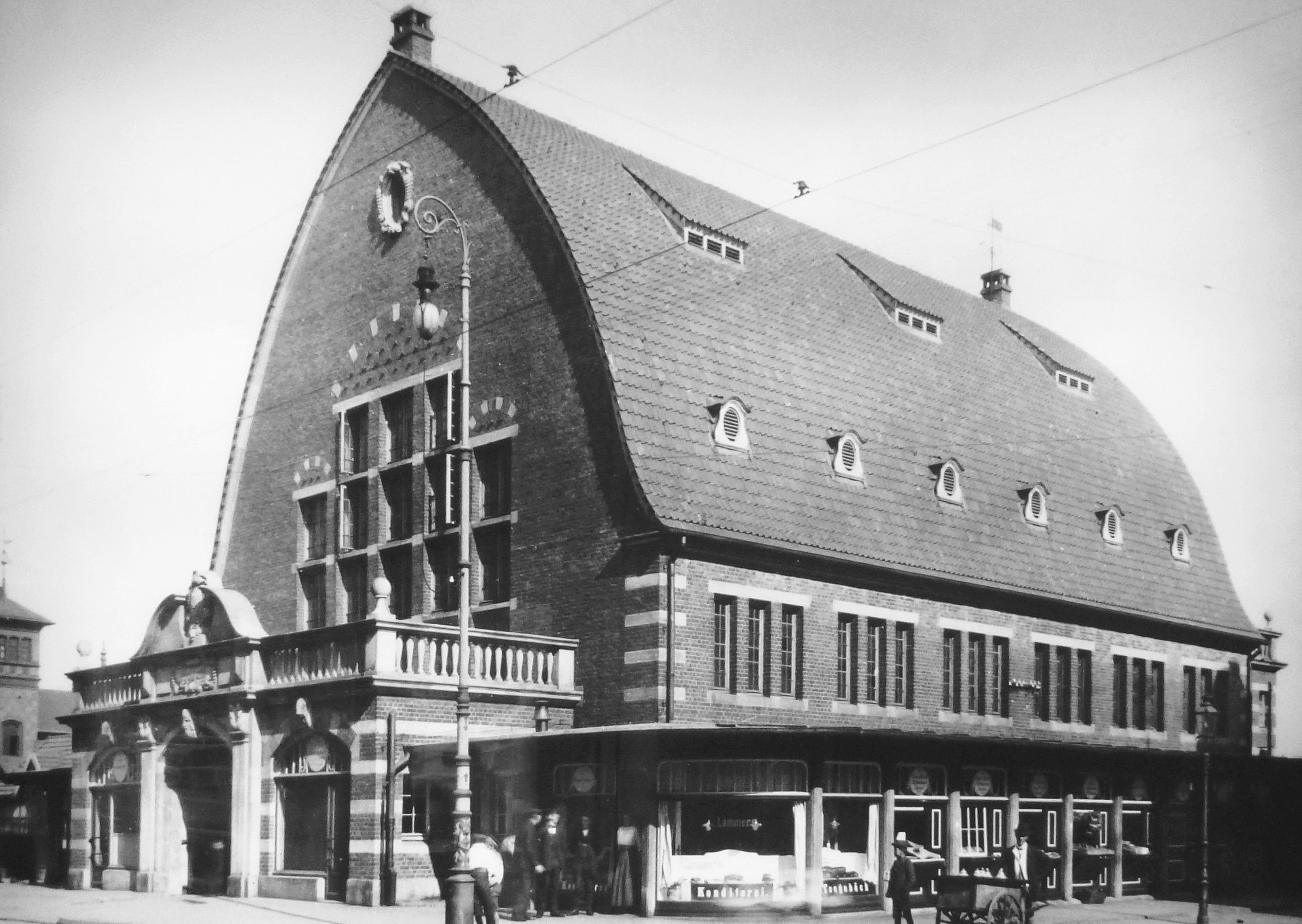
Gamla fiskauktionshallen, 1910.

Museets lokaler inryms i Kiels gamla fiskauktionshall som uppfördes 1910. Byggnaden klarade andra världskrigets luftangrepp utan skador och var fram till 1948 fiskauktionshall.  Därefter stod hallen tom och 1966 beslöts att den skulle rivas och ersättas med ett parkeringshus. Planen realiserades dock inte. År 1972 förklarades huset till byggnadsminne och blev sedan ombyggt för sin nuvarande funktion som maritimt museum. I april 1978 öppnade Sjöfartsmuseet sina portar. Mellan åren 2011 och 2014 genomfördes en omfattande renovering och modernisering av byggnaden och utställningslokalerna.

## Utställning
På en yta av 700 kvadratmeter visas cirka 800 utställningsföremål. Dessutom har besökaren via bildskärmar tillgång till över 1000 historiska fotografier som finns i Kiels stadsarkiv. Utställningens huvudtema berör  Kiel som en stad av fiskare, sjömän och skeppsbyggare samt en plats för tyska marinen, stora skeppsvarv och internationella seglingstävlingar. Även Kielkanalens historik och marinmåleriet ingår i utställningen samt ett stort antal fartygsmodeller och nautiska instrument. Bland större utställningsföremål märks en tolv ton tung skeppsdiesel byggd av Deutsche Werke, vraket efter mini-ubåten Seehund och flera fiskebåtar. 
Utanför museibyggnaden ligger museihamnen med flera historiska fartyg, bland dem sjöräddningsfartyget Hindenburg (1944), ångfartyget Buzzard (1906) och släckningsfartyget Kiel (1941).

Interiör
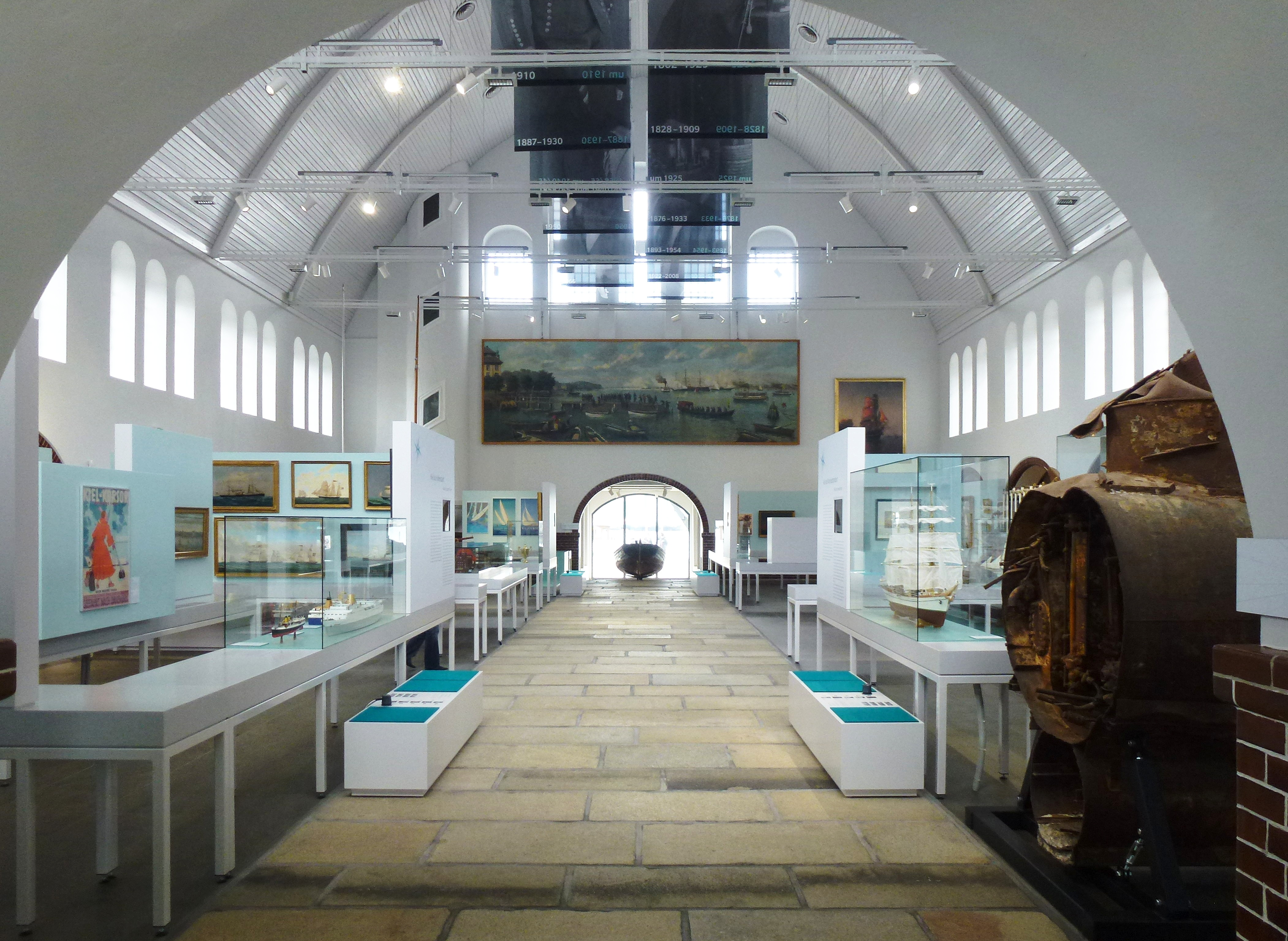
Utställningshallen
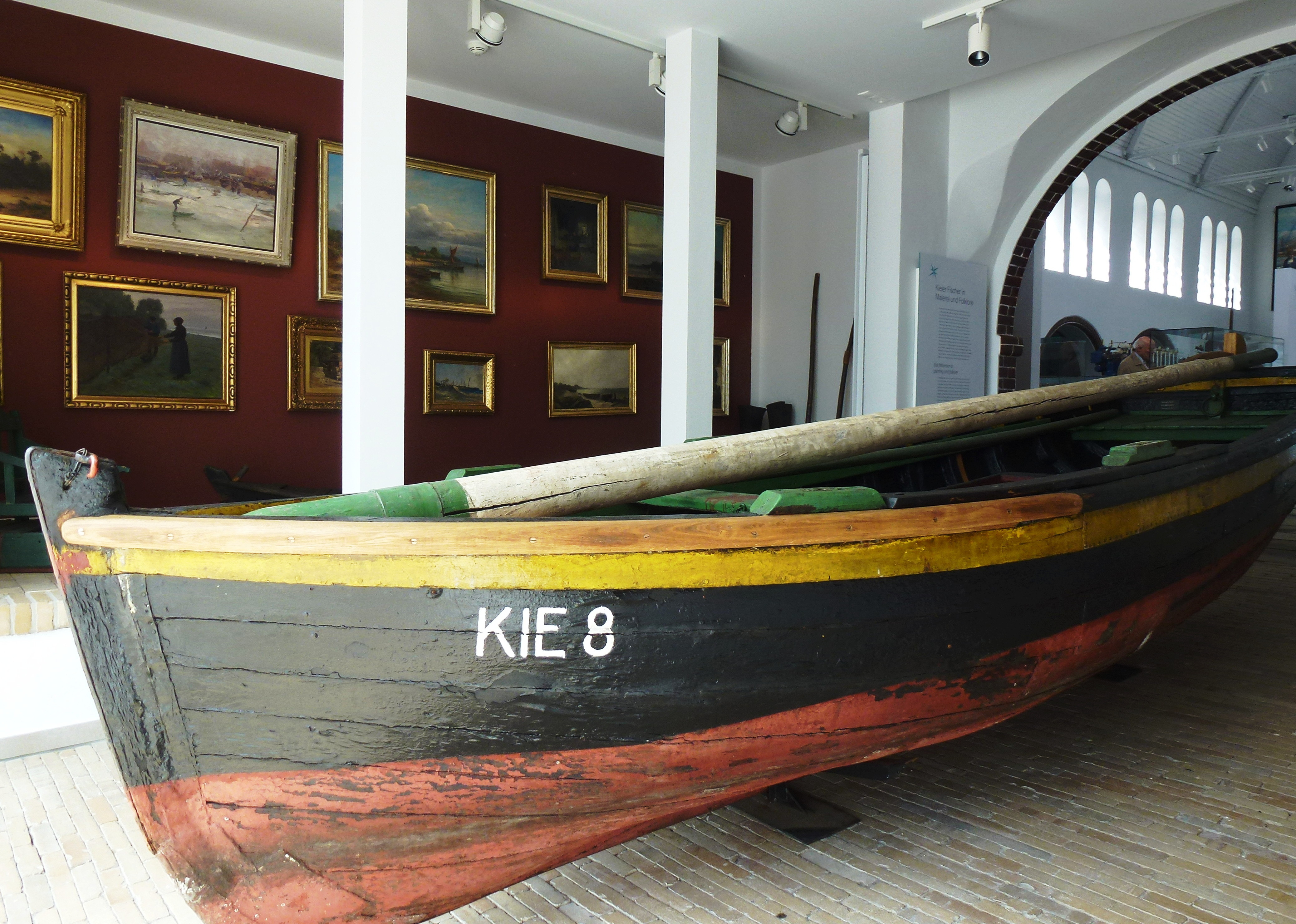
Fiskebåt KIE 8
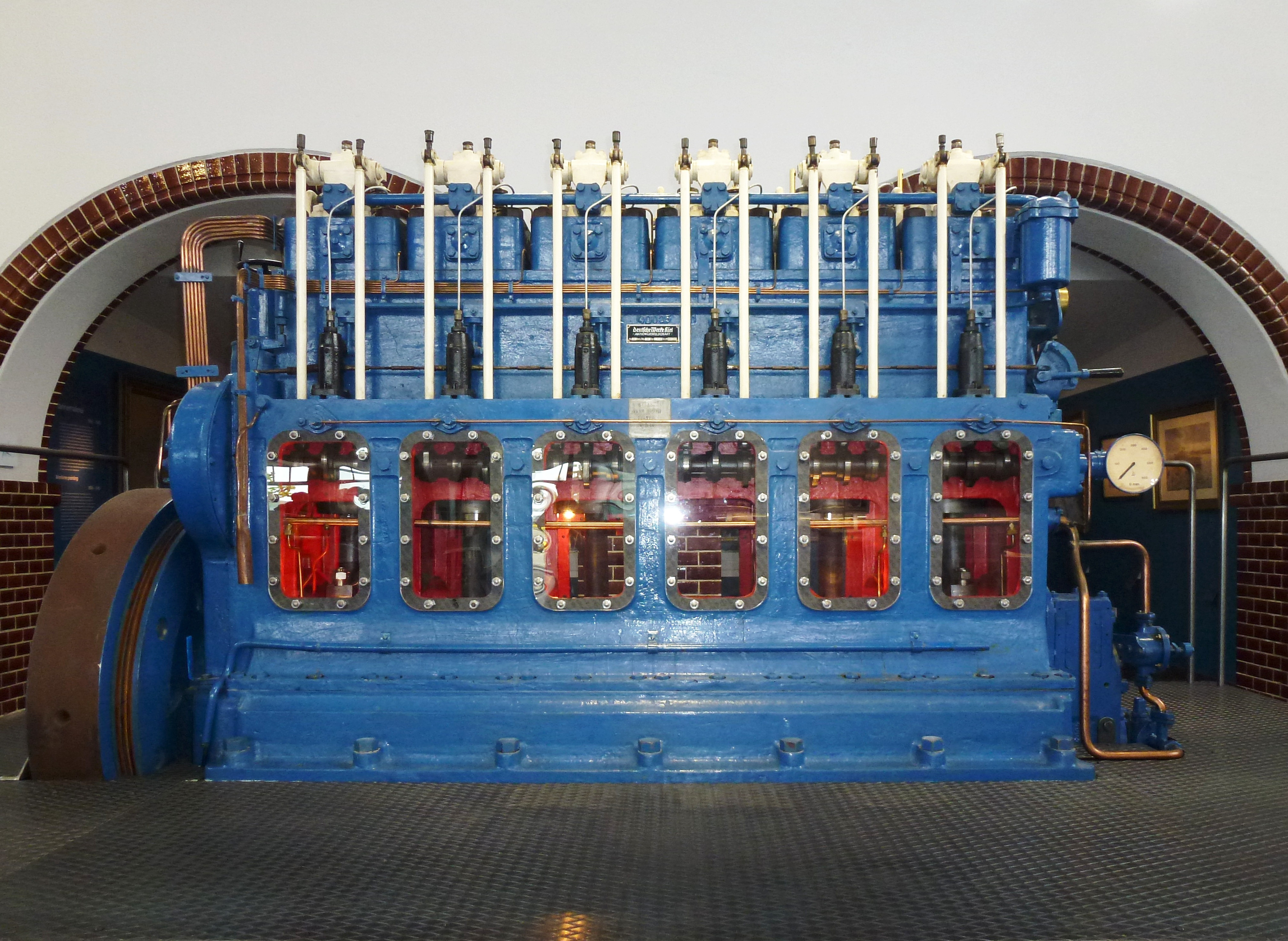
Skeppsdiesel, Deutsche Werke
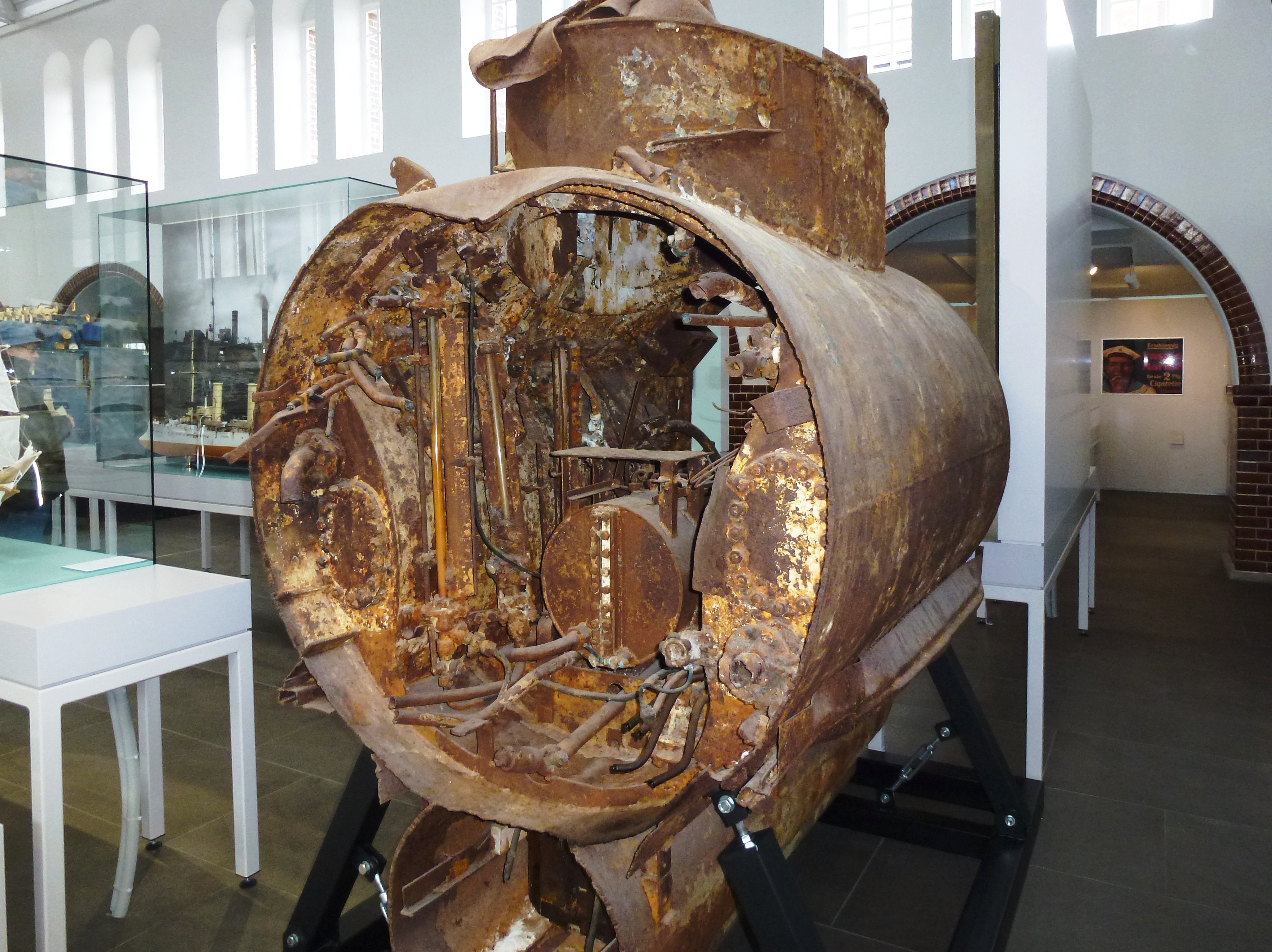
Vrakdel efter mini-ubåten Seehund

Museihamnen
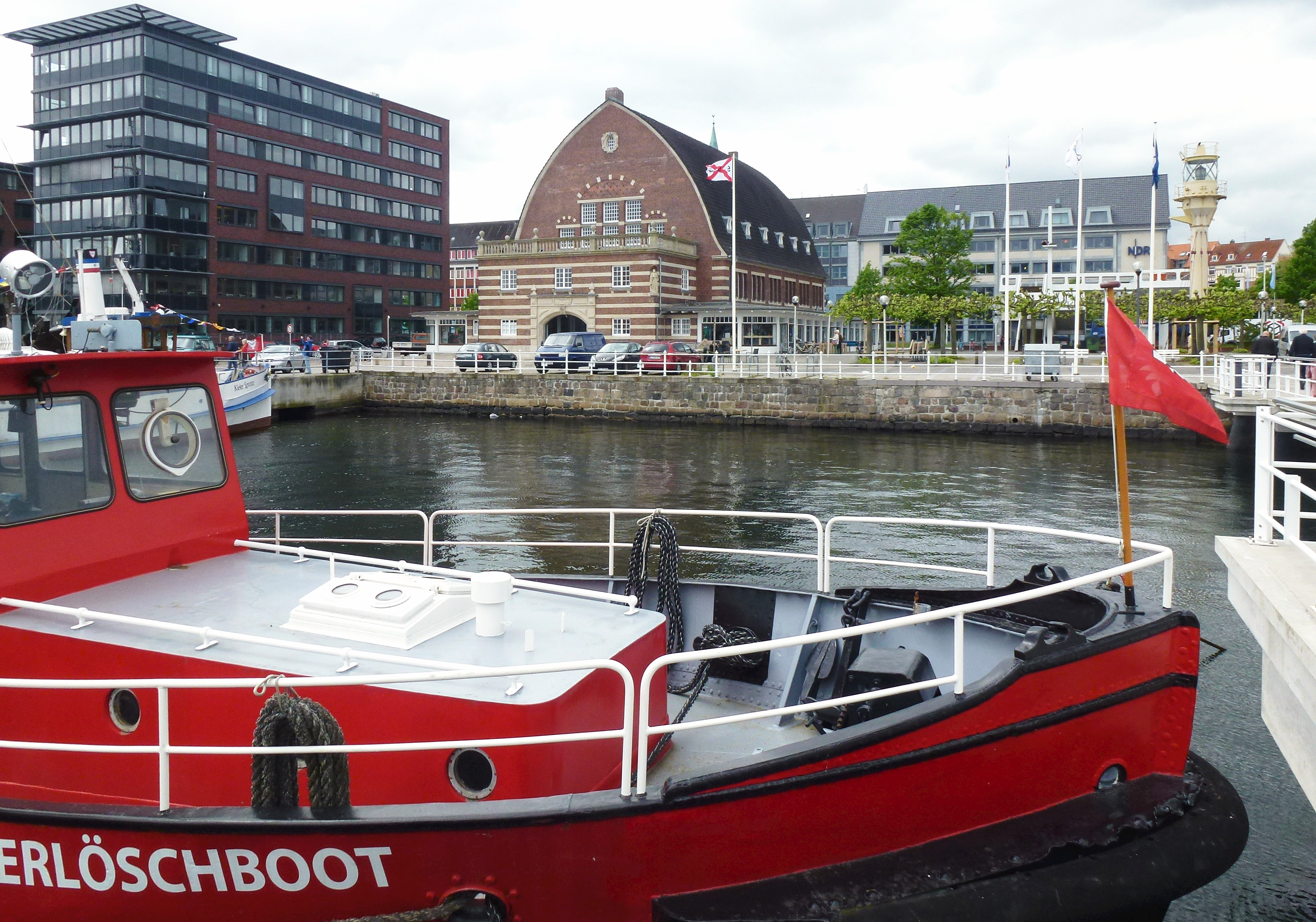
Släckningsfartyget Kiel
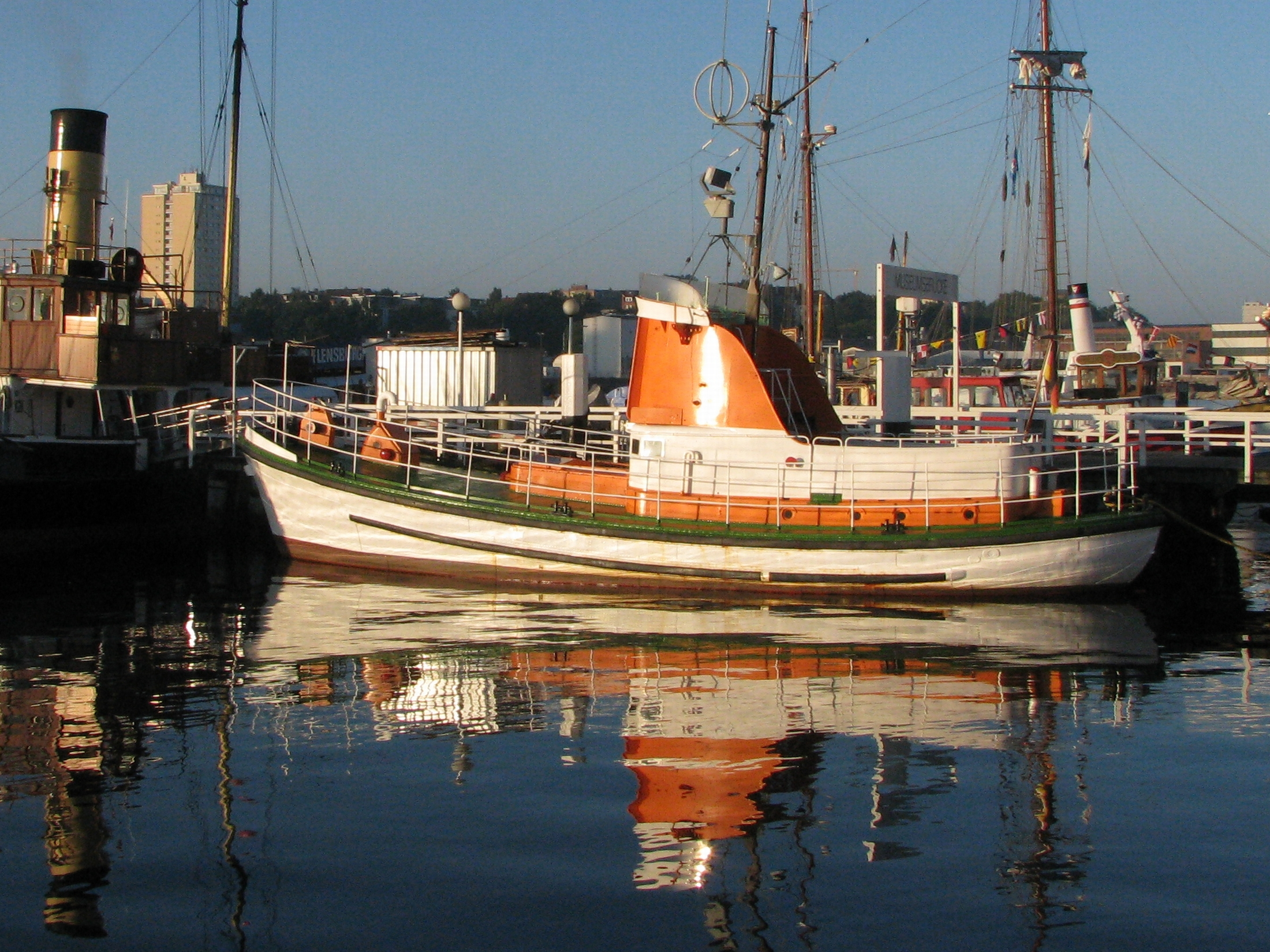
Sjöräddningsfartyget Hindenburg
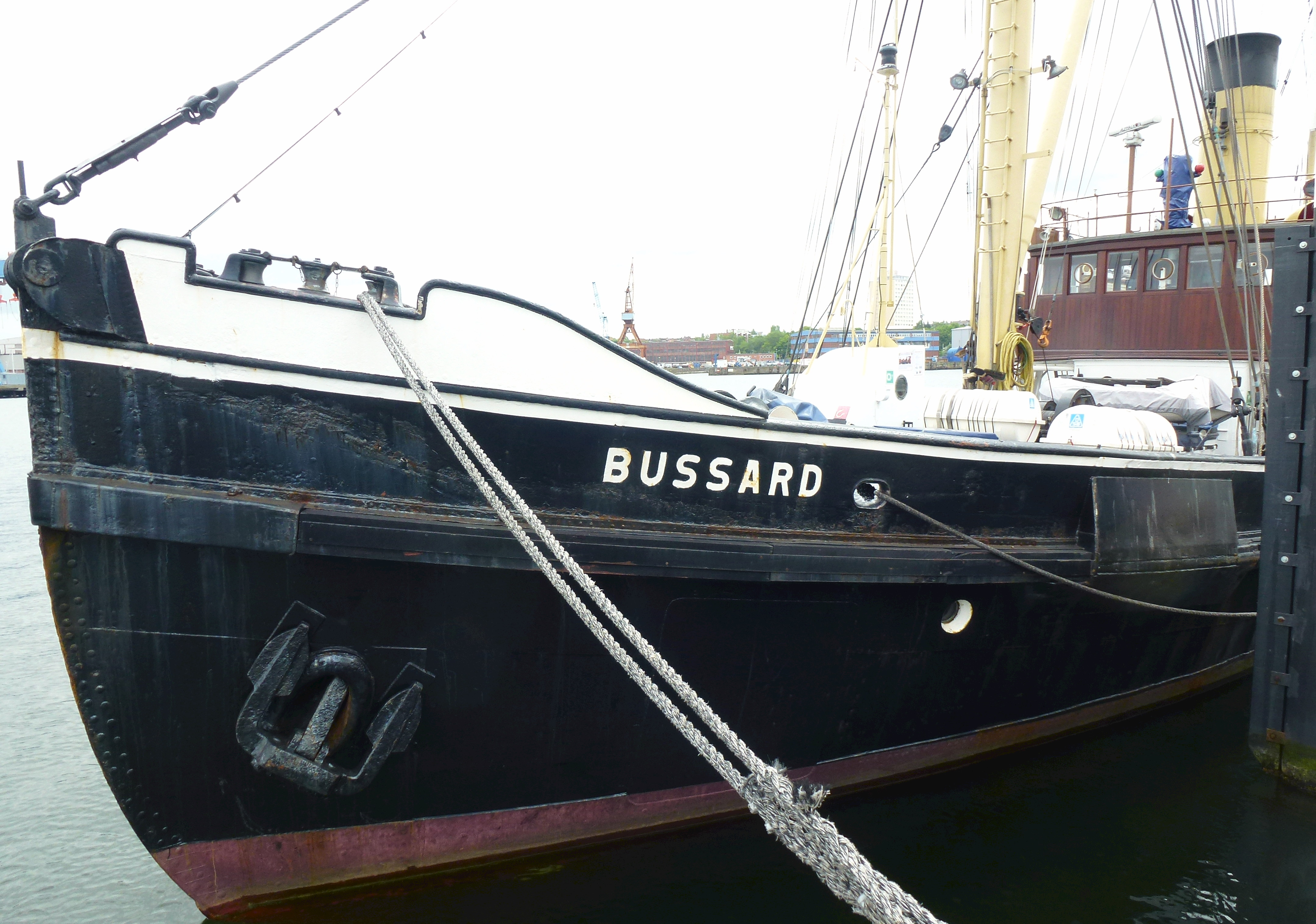
Ångfartyget Bussard
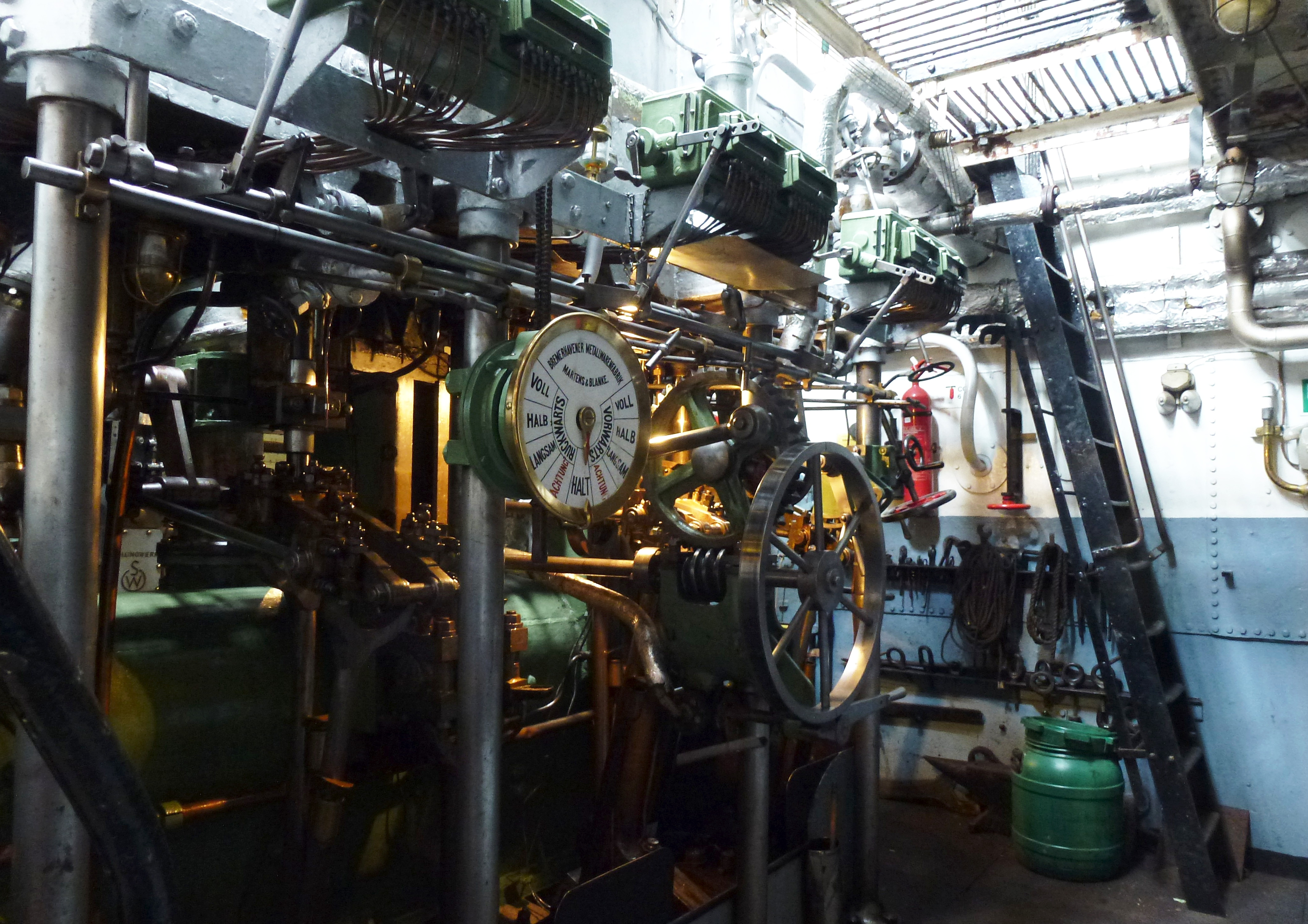
Bussards maskinrum